# پوسکانتورپا
پوسکانتورپا (به اسپانیایی: Puscanturpa) یک کوه در پرو است که در Peru, Huánuco Region, Lima Region واقع شده‌است. پوسکانتورپا ۵٬۴۰۰ متر بالاتر از سطح دریا واقع شده‌است.